# Norra Rörums landskommun
Norra Rörums landskommun var en tidigare kommun i dåvarande Malmöhus län.

## Administrativ historik
Kommunen bildades i Norra Rörums socken i Frosta härad i Skåne när 1862 års kommunalförordningar trädde i kraft. 
Vid kommunreformen 1952 uppgick kommunen i Norra Frosta landskommun som uppgick 1969 i Höörs köping som 1971 ombildades till Höörs kommun.

## Politik

### Mandatfördelning i Norra Rörums landskommun 1938-1946
| 7 | 13 |

| 20 |

| 8 | 12 |

| 20 |

| 7 | 13 |

| 20 |